# Rhönblick

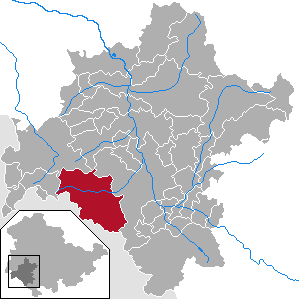
Localisation de Rhönblick (en rouge) dans le district de Schmalkalden-Meiningen.

Rhönblick est une municipalité située dans les contreforts du massif de la Rhön et dépendante du district de Schmalkalden-Meiningen dans le länder de Thuringe.
Rhönblick a une superficie de 76 km².

## Personnalités liées à la ville
- Johannes Voigt (1786-1863), historien né à Bettenhausen.